# 荒井詔二郎
荒井 詔二郎（あらい しょうじろう、1944年 - ）は、日本の実業家、ホテルメトロポリタン元代表取締役社長・総支配人、日本ホテル元顧問、立教観光クラブ元会長。

## 人物・経歴
1944年生まれ。1963年3月、立教高等学校（現・立教新座高等学校）卒業。1967年3月、立教大学経済学部卒業。
1967年4月、第一ホテル入社。新橋の本店で研修した後、高知第一ホテルで料飲支配人、グアム第一ホテルマネージャー、富山第一ホテル副総支配人、吉祥寺第一ホテル開設準備室長、副総支配人を務める。
1990年、第一ホテル東京ベイ総支配人、1992年、第一ホテル取締役に就任。
2000年、第一ホテルサービス社長就任。2005年7月、ホテルメトロポリタン代表取締役社長・総支配人に就任。2007年、日本ホテル副社長、2008年7月、日本ホテル顧問。
2004には、母校にある立教大学観光クラブ会長に就任し、観光事業の発展とクラブ運営に寄与した、また、会長就任前から、観光クラブが学生を支援するために設置している奨学金の財政基盤を整えるため、広報担当としても従事し、広告主となる企業を75社集めるなどの活動を行った。